# Can Rialb
Can Rialb o Casa Umbert és una casa pairal del nucli de les Gunyoles, al municipi d'Avinyonet del Penedès (Alt Penedès), protegida com a bé cultural d'interès local.

## Descripció
És una casa pairal aïllada. L'edifici consta de soterrani, planta baixa i dos pisos. La porta principal d'accés és d'arc de mig punt, adovellada. Totes les obertures són emmarcades amb carreus de pedra, i algunes presenten elements decoratius del mateix material. L'edifici es cobreix amb teulada a dues vessants. La casa és envoltada d'un jardí, que inclou la torre de les Gunyoles.

## Història
Can Rialb és una casa pairal que té els seus orígens en els segles xiv i xv. Recentment ha experimentat reformes a la part posterior.